# かぼすヒラメ
かぼすヒラメは、大分県特産のカボスをエサに加えて育てられる養殖ヒラメである。
かぼすブリ、かぼすヒラマサともに、大分県の新たなブランド魚となっている。
大分県は、カボス、養殖ヒラメともに生産量日本一である。

## 特徴
かぼすヒラメは、カボスの香気成分リモネンが蓄積され、肝の臭みが抑えられ、えんがわがさっぱりしているのが特徴である。
主な産地は、佐伯市、津久見市。

## 食べ方
周年出荷されており、一年を通して食べることができる。
食べ方としては刺身が美味とされ、カルパッチョもおすすめである。
さらに、肝は臭みが抑えられ、えんがわは適度な脂肪分となりさっぱりした味わいであることから、かぼすヒラメの肝あえやえんがわの炙り鮨なども提案されている。